# David Bennett
David Bennett (Hamilton, 28 d'octubre de 1970) és un polític neozelandès i diputat de la Cambra de Representants de Nova Zelanda, representant la circumscripció electoral de Hamilton East des de les eleccions de 2005. És membre del Partit Nacional.

## Inicis
Va anar al Col·legi de Sant Joan (St John's College) de Hamilton. La seva educació terciària la realitzà a la Universitat Victòria de Wellington on es graduà amb un LLB i un BCA. Va treballar per la companyia KPMG d'Auckland com a comptador. Actualment és propietari de dues granges prop de Te Awamutu, a la regió de Waikato.

## Diputat
| Parlament de Nova Zelanda |      |                |        |          |
| Anys                      | Leg. | Circumscripció | Llista | Partit   |
| 2005-2008                 | 48   | Hamilton East  | 32     | Nacional |
| 2008-2011                 | 49   | Hamilton East  | 44     | Nacional |
| 2011-actualitat           | 50   | Hamilton East  | 48     | Nacional |

En les eleccions de 2005 Bennett fou el candidat del Partit Nacional en la circumscripció electoral de Hamilton East. Bennett va guanyar per sobre de Dianne Yates —la diputada del Partit Laborista que representava Hamilton East fins aleshores— amb el 51,12% del vot. Yates va rebre el 36,79% del vot de la circumscripció.
En les eleccions de 2008 Bennett hi guanyà de nou, amb un marge electoral més ample. Va rebre el 58,58% del vot contra el 32,00% de Sue Moroney del Partit Laborista, entre altres candidats.
En les eleccions de 2011 no aconseguí ampliar el seu marge electoral, però tot i així hi guanyà. Bennett va rebre el 57,11% contra el 31,57% de Sehai Orgad del Partit Laborista, entre altres candidats.